# Crociata alessandrina
La crociata alessandrina fu una crociata organizzata nel 1365 da Pietro I di Lusignano, re di Cipro e di Gerusalemme.

## Premessa
Pietro I di Lusingano allora, oltre alla titolarità del regno di Cipro aveva anche quella del Regno di Gerusalemme, puramente onorifica, visto che la città santa era saldamente in mano musulmana. Convinto fin da giovanissimo della necessità di liberare Gerusalemme, riportandola sotto la sovranità cristiana, e frenato in questo dal padre Ugo IV, dopo la morte di quest'ultimo decise di dar corso al suo vecchio progetto. All'inizio del 1363, egli intraprese un viaggio in Europa, accompagnato dal suo cancelliere Philippe de Mézières e dal legato pontificio Pietro Tommaso, recandosi anche ad Avignone ove incontrò papa Urbano V dal quale ottenne l'approvazione e l'appoggio per la nuova crociata. Egli incontrò inoltre numerosi monarchi europei Giovanni il Buono, re di Francia e l'imperatore Carlo IV, fra i quali il Papa designò a dirigere la crociata il re francese, il quale tuttavia morì poco dopo (8 aprile 1364). Pietro proseguì nei suoi sforzi e, sempre con l'appoggio del papa, riuscì a reclutare soldati in continente ed una flotta presso i veneziani.

## La crociata contro Alessandria
Pietro I si diresse con la flotta da Venezia a Rodi ove giunse all'inizio di settembre del 1365. Qui si unirono a lui numerosi appartenenti all'Ordine dei cavalieri ospitalieri. L'esercito di Pietro I fu il più consistente dopo quello della terza crociata.
La destinazione della flotta con l'esercito in essa imbarcato fu tenuta segreta da Pietro I fino a quando le navi non ebbero lasciato le sponde rodensi: si trattava del porto egiziano di Alessandria.
Pochi giorni dopo lo sbarco, il 9 ottobre 1365, i crociati riuscirono a penetrare in Alessandria attraverso una breccia nel muro che cintava la città e questa fu conquistata, saccheggiata e praticamente distrutta nei giorni successivi. La popolazione fu massacrata o deportata.

## L'attacco a Libano e Siria
Da Cipro ora Pietro I volle attaccare Beirut ma dovette rinunciarvi dietro le pressanti richieste dei veneziani, che gli offrirono persino un congruo indennizzo a patto che evitasse di attaccare la via commerciale che portava a Damasco. Nel gennaio del 1366 le truppe di Pietro I attaccarono e saccheggiarono le città di Tripoli e Tartus, prima che i partecipanti europei alla crociata rientrassero in patria. Pietro I non cercò di tenere tuttavia le due città, poiché esse erano prive di mura difensive.
Nel 1368 Pietro I cercò nuovamente di acquisire truppe in Europa, ma il tentativo non ebbe successo. Tutti questi attacchi inasprirono il sultano dell'Egitto, che per ritorsione rese difficile la vita ed i commerci ai cristiani, per cui, dietro pressioni di papa Urbano V e della Repubblica di Venezia, Pietro I cercò di concludere un trattato di pace con il sultano stesso.